# ニッセイコム
株式会社ニッセイコムは、日精ホールディングスグループ会社のひとつで、日本のシステムインテグレーター。

## 沿革
- 1974年（昭和49年）2月 - 株式会社日精ソフトウエアセンターとして設立。
- 1979年（昭和54年）6月 - 日精ソフトウエア株式会社に社名変更。
- 1980年（昭和55年）4月 - 日精コンピュータ株式会社に社名変更。
- 2000年（平成12年）4月 - 株式会社ニッセイコムに社名変更。
- 2021年（令和3年）2月 - 日精ホールディングス株式会社のグループ会社となる。

## その他
- 2024年2月 - 1974年2月の設立から創立50周年を迎える。
- 2024年2月 - 福岡県警察×JA福岡「交通マナーアップキャンペーン」に参加。
- 2024年2月 - 日本赤十字社などを通じて総額370万円を令和6年能登半島地震義援金として寄付。

## 事業所
北海道
- 札幌支店

東北
- 東北支店

関東
- 本社／関東支社
- 水戸支店
- 横浜支店

中部
- 中部支社

近畿
- 関西支社
- 京都支店
- 神戸支店

中国・四国
- 中国支店

九州
- 九州支店
- 九州開発センター